# Liste der Kantone im Département Vaucluse
Das Département Vaucluse liegt in der Region Provence-Alpes-Côte d’Azur in Frankreich. Es untergliedert sich in drei Arrondissements mit 17 Wahlkreisen (französisch cantons), die aus einer Neugliederung im Jahr 2015 hervorgingen. Zuvor gab es 24 Kantone im Département.
Siehe auch: Liste der Gemeinden im Département Vaucluse

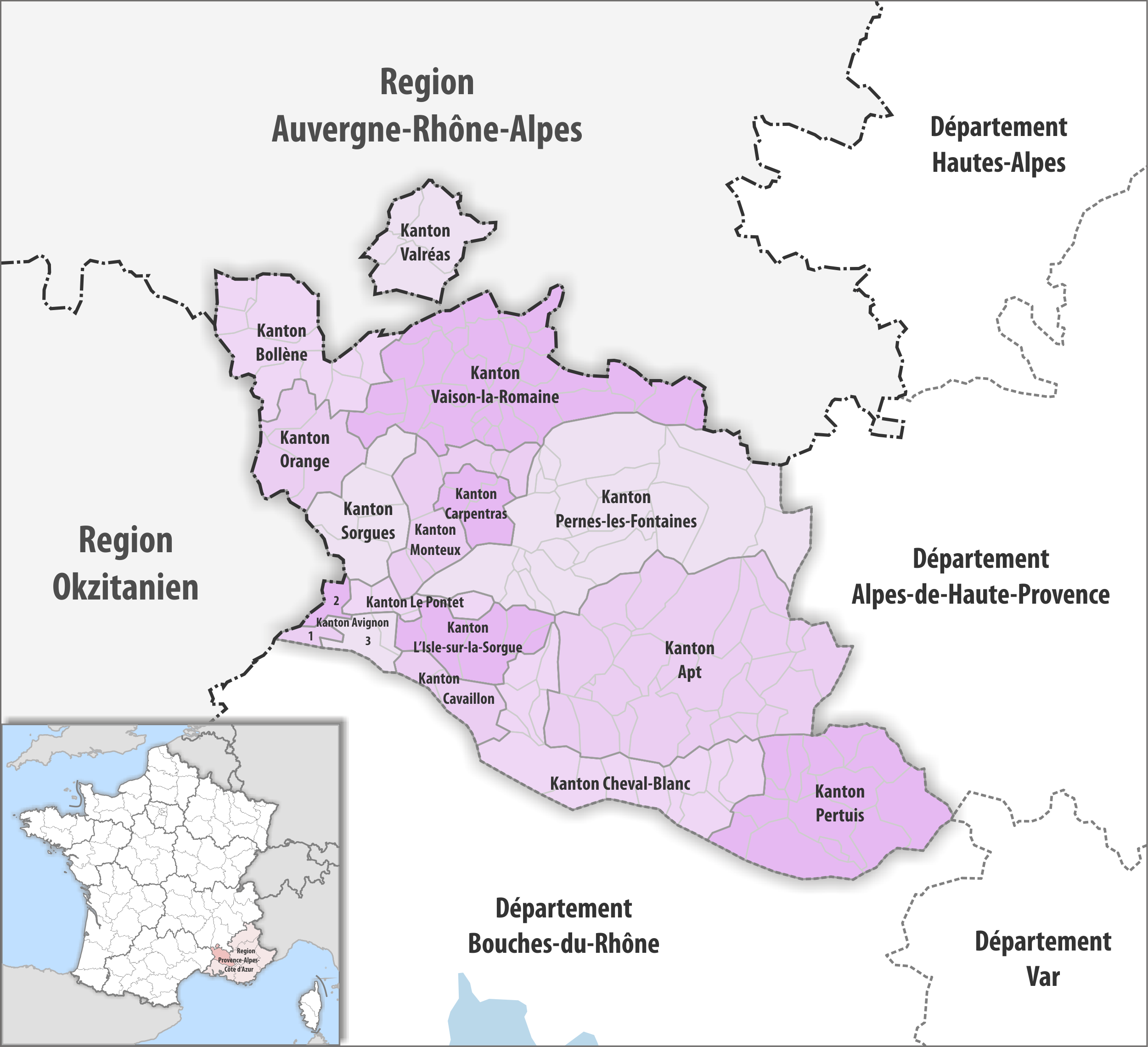
Gemeinden und Kantone im Département Vaucluse

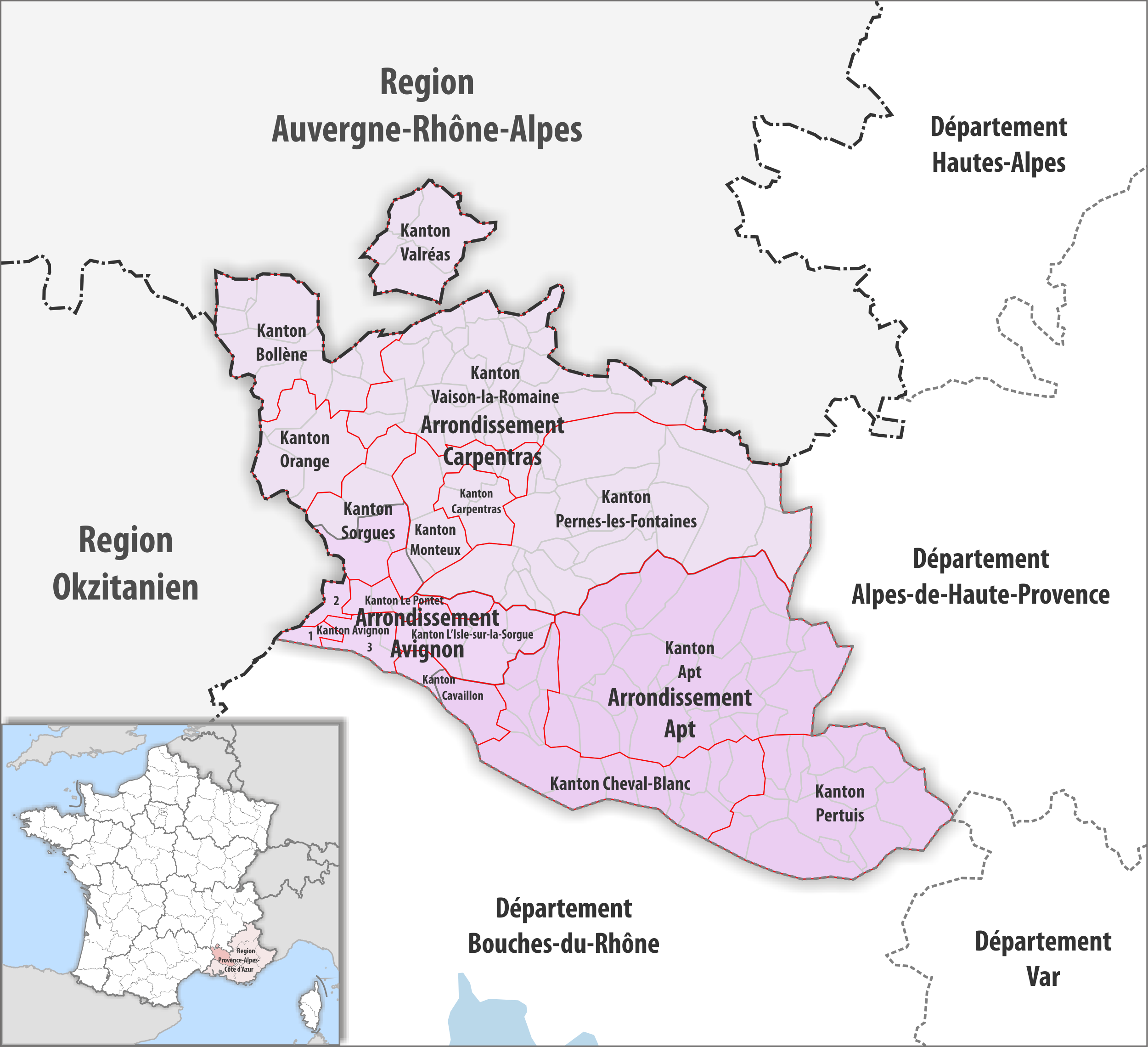
Gemeinden, Arrondissemente und Kantone im Département Vaucluse

| Kanton               | Gemeinden | Einwohner 1. Januar 2022 | Fläche km² | Dichte Einw./km² | Code INSEE | Arrondissement(e)   |
| -------------------- | --------- | ------------------------ | ---------- | ---------------- | ---------- | ------------------- |
| Apt                  | 27        | 30.409                   | 677,84     | 45               | 8401       | Apt                 |
| Avignon-1            | 1⁄3       | 29.097                   | 13,61      | 2.138            | 8402       | Avignon             |
| Avignon-2            | 1⁄3       | 32.921                   | 19,05      | 1.728            | 8403       | Avignon             |
| Avignon-3            | 1 ⁄3      | 38.738                   | 42,60      | 909              | 8404       | Avignon             |
| Bollène              | 9         | 31.943                   | 217,52     | 147              | 8405       | Carpentras          |
| Carpentras           | 3         | 39.297                   | 64,91      | 605              | 8406       | Carpentras          |
| Cavaillon            | 2         | 31.389                   | 64,19      | 489              | 8407       | Apt, Avignon        |
| Cheval-Blanc         | 14        | 32.192                   | 293,43     | 110              | 8408       | Apt                 |
| L’Isle-sur-la-Sorgue | 5         | 34.163                   | 121,53     | 281              | 8409       | Avignon             |
| Monteux              | 7         | 36.829                   | 141,29     | 261              | 8410       | Avignon, Carpentras |
| Orange               | 3         | 37.577                   | 131,39     | 286              | 8411       | Carpentras          |
| Pernes-les-Fontaines | 21        | 35.236                   | 648,21     | 54               | 8412       | Carpentras          |
| Pertuis              | 15        | 39.307                   | 373,32     | 105              | 8413       | Apt                 |
| Le Pontet            | 5         | 39.730                   | 47,16      | 842              | 8414       | Avignon             |
| Sorgues              | 5         | 38.054                   | 140,69     | 270              | 8415       | Avignon, Carpentras |
| Vaison-la-Romaine    | 29        | 28.397                   | 445,60     | 64               | 8416       | Carpentras          |
| Valréas              | 4         | 13.423                   | 124,92     | 107              | 8417       | Carpentras          |
| Département Vaucluse | 151       | 568.702                  | 3.567,26   | 159              | 84         | –                   |

## Liste ehemaliger Kantone
Bis zum Neuzuschnitt der französischen Kantone im März 2015 war das Département Vaucluse wie folgt in 24 Kantone unterteilt:
| Arrondissement | Kantone |
| -------------- | --- |
| Apt            | Apt, Bonnieux, Cadenet, Cavaillon, Gordes, Pertuis                                                                                  |
| Avignon        | Avignon-Est, Avignon-Nord, Avignon-Ouest, Avignon-Sud, Bédarrides, Bollène, L’Isle-sur-la-Sorgue, Orange-Est, Orange-Ouest, Valréas |
| Carpentras     | Beaumes-de-Venise, Carpentras-Nord, Carpentras-Sud, Malaucène, Mormoiron, Pernes-les-Fontaines, Sault, Vaison-la-Romaine            |